# Itame reducta
Itame reducta är en fjärilsart som beskrevs av Barend J. Lempke 1952. Itame reducta ingår i släktet Itame och familjen mätare. Inga underarter finns listade i Catalogue of Life.